# Верхний Тюкан (село)
Верхний Тюкан — упразднённое село в Бурейском районе Амурской области России. Исключено из учётных данных в 1974 году.

## География
Село располагалось на левом берегу реки Верхний Тюкан выше места впадения в нее пади Рафальская, на расстоянии примерно 5,5 километра (по прямой) к юго-западу от села Родионовка.

## История
Село возникло в 1912 году. По данным на 1916 год участок Верхний Тюкан состоял из 7 дворов (население составляло 38 человек) и входил в состав Валуевской волости 7-го стана Амурского уезда Амурской области.
По данным 1926 года в Верхнем Тюкане имелось 8 хозяйств крестьянского типа и проживало 32 человека (15 мужчин и 17 женщин). В национальном составе населения преобладали украинцы. В административном отношении входил в состав Родионовского сельсовета Завитинского района Амурского округа Дальневосточного края.
Решением Амурского исполкома от 7 июня 1974 года № 253, село Верхний Тюкан исключено из учётных данных как несуществующее.